# Anyphops atomarius
Anyphops atomarius är en spindelart som först beskrevs av Simon 1887.  Anyphops atomarius ingår i släktet Anyphops och familjen Selenopidae. Inga underarter finns listade i Catalogue of Life.